# Udflåd
Udflåd er en kropsvæske, som udskilles af kvinder. Normalt udflåd fra vaginaen består primært af slim fra slimhinder i skeden og livmoderhalsen. Det indeholder også en særlig væske, produceret af skedevæggene, samt døde celler fra livmoderen. Blandingen har en farve et sted mellem hvidlig, klar og lysgul – afhængig af hvor man er i menstruationscyklussen, hvilket også påvirker mængden.
Kvinder starter med at producere udflåd fra omkring et år før pubertetens begyndelse. Nogle får det i 9-10 års alderen i dag, fordi piger i dag hurtigere går i pubertet.

## Årsager
Ud over det almindeligt udskilte sekret er almindelige årsager til udflåd skedebetændelse, underlivsbetændelse samt klamydia, mens mere sjældne årsager er gonorré, graviditet og celleforandringer i livmoderen samt kræft i livmoderhalsen, skeden eller livmoderen.

## Anormaliteter
Hvis udflåd er grønt eller mørkegult, er det som oftest et tegn på en eller anden form for infektion, og man bør opsøge en læge. I gennemsnit udskiller en kvinde et sted mellem en og to teskefulde per dag. Hvis der pludselig kommer mere end det, kan det være tegn på en ubalance, og man bør derfor blive tjekket hos lægen.
Desuden kan forskellige bakterie- og svampeinfektioner være skyld i anormal udflåd.